# Старочукальське сільське поселення
Старочука́льське сільське поселення (рос. Старочукальское сельское поселение) — муніципальне утворення у складі Шемуршинського району Чувашії, Росія. Адміністративний центр — присілок Старі Чукали.

## Населення
Населення — 718 осіб (2019, 925 у 2010, 1063 у 2002).

## Склад
До складу поселення входять такі населені пункти:
| Населений пункт        | Населення, осіб (2002) | Населення, осіб (2010) |
| ---------------------- | ---------------------- | ---------------------- |
| Старі Чукали, присілок | 981                    | 908                    |
| Шамкіно, село          | 82                     | 17                     |